# 3-ヨードチロシン
3-ヨードチロシン(3-iodotyrosine)は、甲状腺ホルモンの前駆体で、チロシンのフェノール環のメタ位にヨウ素が配位した物質である。2分子が結合して3,3'-ジヨードチロニンを形成する。また甲状腺のコロイド中ではさらに1分子がジヨードチロシンに結合してトリヨードチロニンとなる。